# Odgazowanie
Odgazowanie – proces technologiczny polegający na usunięciu z materiału jego składników lotnych. Może to być zarówno proces polegający na usunięciu składników lotnych, które już wcześniej występowały (na przykład były zaokludowane w sieci krystalicznej), jak i poddawanie materiału procesowi jednoczesnego rozkładu do składników lotnych i ich usunięciu. W tym drugim przypadku odgazowanie jest w zasadzie tożsame z pirolizą.

## Odgazowanie pirolityczne
Odgazowanie pirolityczne jest stosowane w celu wyodrębnienia składników gazowych z paliw, głównie z węgla (koksowanie węgla), ropy naftowej (odgazowanie ropy naftowej i drewna (piroliza drewna). W trakcie tych procesów dochodzi do częściowego rozkładu wyjściowych materiałów, przy czym wartościowe technologicznie są zarówno produkty gazowe, jak i stałe.

## Odgazowanie zwykłe
Odgazowanie takie polega na usunięciu składników lotnych występujących w materiale. Stosuje się w różnych celach. Można je prowadzić przez poddanie materiału działaniu temperatury na tyle niskiej, aby nie doszło do rozkładu (ale na tyle wysokiej, aby lotne części materiału odparowały), i/lub przez poddanie materiału działaniu niskiego ciśnienia. Niektóre ciecze odgazowuje się poprzez wielokrotne wymrażanie i rozmrażanie i poddawanie zamrożonej cieczy działaniu niskiego ciśnienia.
Odgazowanie tego typu stosuje się m.in. w stosunku do:
- cieczy technologicznych: rozpuszczalników, czynników chłodzących, paliw – gdy obecność gazów rozpuszczonych w tych cieczach może mieć negatywny wpływ na procesy technologiczne, do których są one stosowane (na przykład problemy z kawitacją, zatruwanie katalizatorów, nierównomierne spalanie)
- mieszanek i granulatów, z których produkuje się tworzywa sztuczne – jest to niezbędne, aby produkty końcowe nie zawierały pęcherzy powietrza.

Ważnym zastosowaniem odgazowywania jest czysto mechaniczne usuwanie gazów występujących lub powstających w procesach chemicznych, a pozostających w miejscu powstania ze względu na niemożność ucieczki (na przykład konsystencja materiału uniemożliwia migrację gazów). Przykładem może być tutaj odgazowywanie składowisk odpadów organicznych i komunalnych (gazy powstają w wyniku rozkładu substancji organicznych, a ich pozostawanie w składowisku jest niebezpieczne ze względu na możliwość wystąpienia samozapłonu; taki gaz również stanowi cenny surowiec energetyczny), odgazowywanie niektórych składowisk powydobywczych kopalin naturalnych (hałd) lub złóż. Tego typu odgazowywanie przeprowadza się za pomocą specjalnej instalacji odprowadzającej gaz, bazującej na otworach wiertniczych w składowisku.